# Коту-ди-Магальяйнс

Коту-ди-Магальяйнс на карте штата.

Коту-ди-Магальяйнс (порт. Couto de Magalhães) — муниципалитет в Бразилии, входит в штат Токантинс. Составная часть мезорегиона Западный Токантинс. Входит в экономико-статистический микрорегион Мирасема-ду-Токантинс. Население составляет  5 009 человек на 2010 год. Занимает площадь 1 585,787 км². Плотность населения — 3,16 чел./км².
Назван в честь государственного деятеля  Жозе Магальяйнша.

## Демография
Согласно сведениям, собранным в ходе переписи 2010 г. Национальным институтом географии и статистики (IBGE), население муниципалитета составляет:
| Полное население                               | Полное население                               | Полное население                               | Полное население                               | 5 009 |
| ---------------------------------------------- | ---------------------------------------------- | ---------------------------------------------- | ---------------------------------------------- | ----- |
| в том числе:                                   | Городское население                            | 1 884                                          | Процент городского населения, %                | 37,61 |
|                                                | Сельское население                             | 3 125                                          | Процент сельского населения, %                 | 62,39 |
|                                                | Мужское население                              | 2 638                                          | Процент мужского населения, %                  | 52,67 |
|                                                | Женское население                              | 2 371                                          | Процент женского населения, %                  | 47,33 |
| Плотность населения, чел/км²                   | Плотность населения, чел/км²                   | Плотность населения, чел/км²                   | Плотность населения, чел/км²                   | 3,16  |
| Население муниципалитета в % к населению штата | Население муниципалитета в % к населению штата | Население муниципалитета в % к населению штата | Население муниципалитета в % к населению штата | 0,36  |

По данным оценки 2016 года население муниципалитета составляет 5 424 жителя.

## Статистика
- Валовой внутренний продукт на 2003 составляет 8.124.196,00 реалов (данные: Бразильский институт географии и статистики).
- Валовой внутренний продукт на душу населения на 2003 составляет 1.983,93 реалов (данные: Бразильский институт географии и статистики).
- Индекс развития человеческого потенциала на 2000 составляет 0,628 (данные: Программа развития ООН).

## Важнейшие населенные пункты
| № | Населённый пункт   | Населённый пункт (порт.) | Категория | Население чел. (2010) | На карте                       |
| - | ------------------ | ------------------------ | --------- | --------------------- | ------------------------------ |
| 1 | Коту-ди-Магальяйнс | Couto de Magalhães       | город     | 1 884                 | 8°21′35″ ю. ш. 49°10′43″ з. д. |
| 2 | Пейшиландия        | Peixilândia              | поселок   | 260                   | 8°21′59″ ю. ш. 49°15′57″ з. д. |
| 3 | Коту-Велью         | Couto Velho              | поселок   | 202                   | 8°17′11″ ю. ш. 49°14′52″ з. д. |